# Florian Trinks
Florian Trinks (Gera, 11 de março de 1992) é um ex-futebolista alemão que jogava como meia-atacante.
Trinks se aposentou em 2019, aos 27 anos, após sofrer uma grave lesão no tornozelo. Após sua aposentadoria, Trinks estudou para se tornar um professor de escola primária.

## Títulos
- Campeonato Húngaro
- Copa da Hungria